# Racotis anaglyptica
Racotis anaglyptica là một loài bướm đêm trong họ Geometridae.